# Georg Sauer (Märtyrer)
Georg Sauer (* 1864 in Solothurn, Krim, Russisches Kaiserreich; † 1921 in Rohleder, Wolga-Gebiet, Sowjetunion) war ein russlanddeutscher römisch-katholischer Geistlicher und Märtyrer.

## Leben
Georg Sauer wuchs im Bistum Tiraspol auf. Er studierte Theologie im Priesterseminar Saratow und wurde am 10. Mai 1887 zum Priester geweiht. Die Stationen seines Wirkens waren: Marienberg (Wolgagebiet), 1890–1902 Sulz, Neu-Liebental (Wolkowo), 1910 Marienburg, 1914 Rohleder. Dort wurde er 1921 von räuberischen Banden überfallen und ermordet.

## Gedenken
Die römisch-katholische Kirche in Deutschland nahm Pfarrer Georg Sauer als Märtyrer in das deutsche Martyrologium des 20. Jahrhunderts auf.